# カーボパーティ
カーボパーティー（Carbo party）とは、トライアスロン大会に出場する選手のために、大会の前日に開催される前夜祭的な食事会である。
カーボとは炭水化物の意味で、練習や減量でいじめ抜いてきた選手の体に、最後に即効性の栄養を補給をする意図で、パスタやうどん、焼きそばなどが振る舞われる。海外の大会では、チキンや野菜等の食べ物に加え、ワイン等のアルコール飲料も提供され、文字通りのパーティーとなる。
日本では資金面の理由から、豪華なパーティではないことが多い。例外的に、トライアスロン伊良湖大会（愛知県田原市）の前夜祭は花火大会を兼ねており、500発の花火が打ち上げられる。